# سیارک ۱۵۴۴
سیارک ۱۵۴۴ (به انگلیسی: 1544 Vinterhansenia، نامگذاری:1941UK) هزار و پانصد و چهل و چهارمین سیارک کشف شده‌است که در ۱۵ اکتبر ۱۹۴۱ کشف شد.
قدر مطلق سیارک برابر ۱۱٫۷۰ است.